# ژنژولوم
شهر ژنژولوم (به فرانسوی: Gingelom) در شهرستان اسلت  در استان لمبورگ  در منطقه فلاندری در کشور بلژیک واقع شده‌است.